# Don't ever cry
"Don't ever cry" (em português: "Nunca chores" ) foi a canção que representou a Croácia no Festival Eurovisão da Canção 1993 que teve lugar em Millstreet, na Irlanda.
A canção foi interpretada em croata e em inglês pela banda Put. Foi a estreia da Croácia como nação independente na história do Festival Eurovisão da Canção. teve de participar numa semifinal com outros países de leste, tendo-se apurada para a final. Na final, foi  21.ª canção a ser interpretada na noite do festival,a seguir à canção neerlandesa "Vrede", interpretada por Ruth Jacott e antes da canção espanhola Hombres, interpretada por Eva Santamaría.Terminou a competição em 15.º lugar, tendo recebido um total de 31 pontos. No ano seguinte, em 1994 a Croácia, fez-se representar com a canção "Nek' ti bude ljubav sva", interpretada por Tony Cetinski. 

## Autores
- Letrista. Željko Krznarić
- Compositor e orquestrador: Andrej Basa

## Letra
A canção é um apelo à paz, mostrando-se contra a guerra de agressão que tinha atingido aquela jovem nação. A canção termina com esta  linha dramática " Não chores, meu céu croata"